# Kurt Grote
Kurt Grote (Estados Unidos, 3 de agosto de 1973) es un nadador estadounidense retirado especializado en pruebas de estilo braza, donde consiguió ser medallista de bronce mundial en 1998 en los 100 metros estilo braza.

## Carrera deportiva
En el Campeonato Mundial de Natación de 1998 celebrado en Perth (Australia), ganó la medalla de bronce en los 100 metros estilo braza, con un tiempo de 1:01.93 segundos, tras el belga Frédérik Deburghgraeve (oro con 1:01.34 segundos) y el chino Zeng Qiliang (plata con 1:01.76 segundos).